# Lodewijk Goemans
Lodewijk Victor Goemans (Leuven, 15 januari 1881 - Borgerhout, 9 november 1957) was een Belgisch politicus voor het VNV.

## Levensloop
Goemans promoveerde tot doctor in de wijsbegeerte en letteren aan de Katholieke Universiteit Leuven. Beroepshalve werd hij leraar en vervolgens in 1918 en tot het eind van de oorlog, prefect van het Koninklijk Atheneum in Leuven. In 1917 was hij voorzitter geworden van het activistische Katholiek Vlaamsch Verbond van het arrondissement Leuven en moest zich daarvoor na het einde van de Eerste Wereldoorlog verantwoorden. Hij werd uit zijn ambt ontzet en moest voor het hof van assisen verschijnen, dat hem echter in december 1919 vrijsprak, na een jaar voorarrest.
Hij vertrok naar Antwerpen en werd daar bediende bij het Vlaams Kruis. Later was hij opnieuw leraar. Hij werd politiek actief binnen het Vlaamsch Nationaal Verbond. Hij was kandidaat op de kieslijst voor de Senaat van het Vlaams Nationaal Blok bij de verkiezingen van 1936, maar werd niet verkozen. Voor het district Borgerhout werd hij echter wel verkozen tot provincieraadslid van Antwerpen en zetelde daar tot in 1939. In 1938 werd hij op een concentratielijst van het VNV, Rex en de Katholieke Vlaamse Volkspartij verkozen tot gemeenteraadslid en schepen van Berchem, wat hij bleef tot aan de oprichting van Groot-Antwerpen in september 1941.  
In 1939 werd hij voor het VNV verkozen tot senator voor het arrondissement Antwerpen en behield dit mandaat tot in 1946. Tijdens de oorlog was hij actief binnen het plaatselijke VNV. Hij werd na de oorlog opgesloten en veroordeeld tot één jaar cel. Nadat hij vrij kwam, speelde hij geen politieke rol meer.
Goemans was getrouwd met Margareta De Craecker. Hun zoon Hector Goemans werd Volksunie-volksvertegenwoordiger en senator.

## Publicaties
- Précis de grammaire française à l'usage des Flamands, Gent, Van Rysselberghe en Rombaut, 1932.
- Het Epos in de wereldletterkunde, z.p., z.d.